# 잠바티스타 마리노

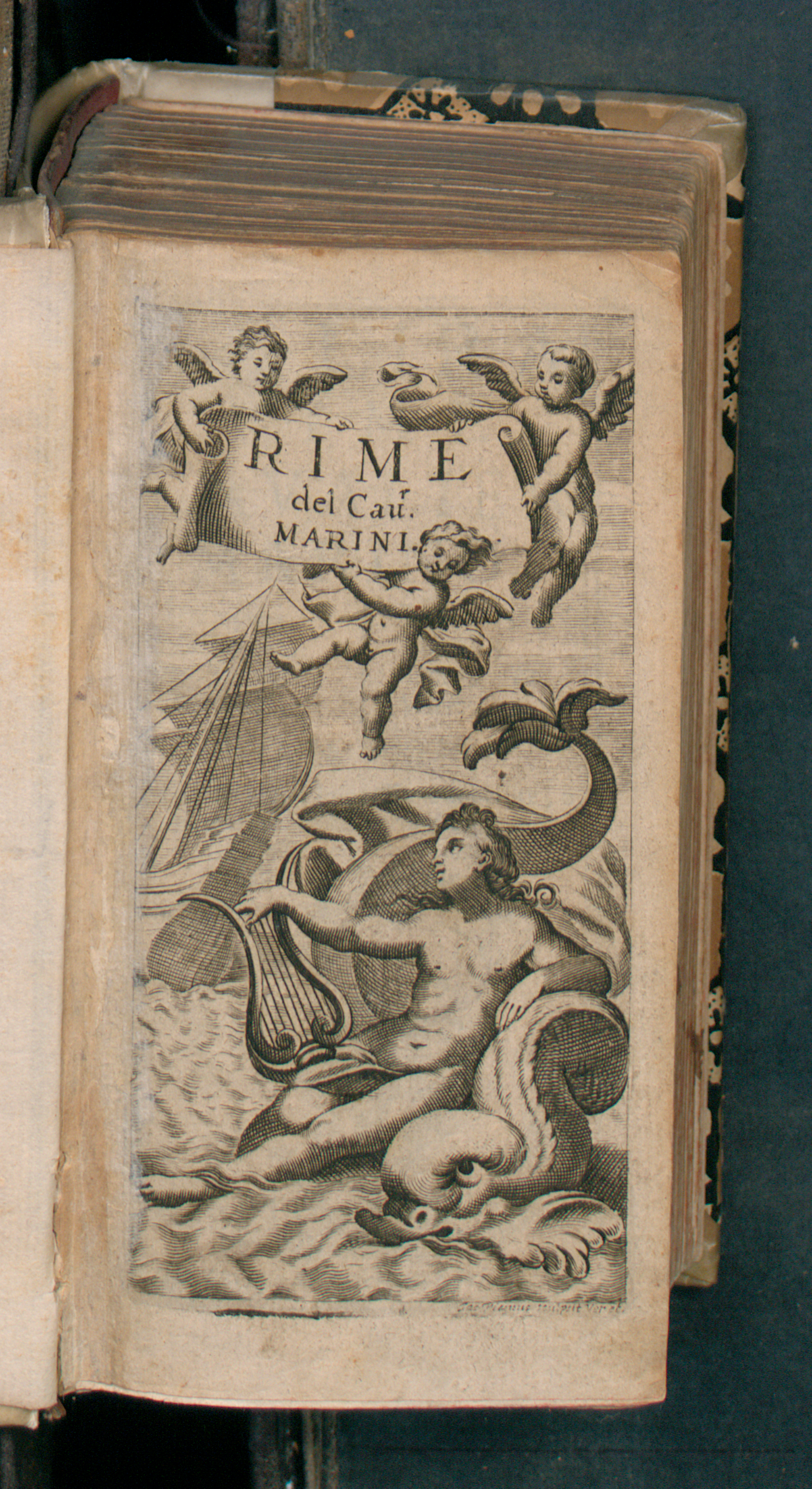
Lira, 1674

잠바티스타 마리노(Giambattista Marino, 1569년 ~ 1625년)는 이탈리아의 시인이다. 나폴리에서 태어나 방종 끝에 집을 쫓겨나고 로마, 베네치아, 라벤나, 토리노 등을 방랑, 세 번이나 감옥에 갇히는 쓰라림을 겪는다. 시인으로의 명성은 20세 미만에 쓴 <입맞춤의 노래> 이래 점차 높아져 시집 <거문고(琴)> 등에 의하여 한층 더 이름이 올라갔다. 1615년 파리로 나가 왕후 마리아 데 메디치와 그 아들인 루이 13세의 총애를 받아 1623년 <아도네>를 왕에게 바치었다. 그 후 금의환향하였으나 2년쯤 후에 세상을 떠났다. 17세기에 있어서 영국, 프랑스, 에스파냐를 휩쓸며 인공적인 이미지를 구사하였던 시풍(詩風)은 이탈리아에서는 그가 이를 대표하였다. 주저 <아도네>는 사랑의 여신에게 사랑받는 미소년의 이야기를 줄거리로 하여 여기에 갖가지 기발한 이야기들을 삽입하고 현란한 비유 등을 더해서 장장 4만 5천 행에 이른다. 작중에 나오는 "시인의 목적은 놀라움의 세계이다"라고 하는 한 구절이 적절하게 전 작품의 성격을 나타내고 있다. 그는 한 때 절찬을 받다가 그 후 오래도록 공허하다는 비판을 받았으나 최근에 와서 애욕 묘사의 특이성으로 해서 재평가를 받게 되었다.